# 插旗山摩崖造像
插旗山摩崖造像位於四川省武勝縣，文物遺址年代判定為唐。2012年7月16日公佈為第八批四川省文物保護單位。
插旗山摩崖造像位於四川省武勝縣華封鎮代溝村，始鑿于唐，後有續刻。鑿于一長約200米、高約20-30米東西走向的岩壁上，面北開龕，共3龕。均為方形敞口平頂，現存佛、弟子、菩薩、天王、力士及土地等造像共計21尊，2號競相殘存部分彩繪圖案。該摩崖造像雕刻細鼠，技法嫺熟，形態逼真，生動傳神，佛、道並存，表現出高超的藝術風格和豐富的思想內涵，極具歷史、藝術和科學價值。其中，主尊釋迦牟尼佛服飾奇異，在川東乃至全國極為少見，為研究造像歷史發展演變提供了寶貴而鮮見的實物資料。第三次全國文物普查新發現。